# Le Document de Fanny et Alexandre
Pour plus de détails, voir Fiche technique et Distribution.
Le Document de Fanny et Alexandre est un film documentaire suédois réalisé par Ingmar Bergman, sorti en 1986. 
Produit par l'Institut du film de Suède (Svenska Filminstitutet), le film est un documentaire sur le tournage du film Fanny et Alexandre (1982).

## Fiche technique
- Titre original : Dokument Fanny och Alexander
- Titre français : Le Document de Fanny et Alexandre
- Titre anglais : Document Fanny and Alexander ou Making of Fanny and Alexander
- Réalisation et scénario : Ingmar Bergman
- Montage : Sylvia Ingemarsson
- Durée : 110 minutes
- Format : Couleur - mono
- Date de sortie : 1986

## Distribution
- Daniel Bergman
- Ingmar Bergman
- Gunnar Björnstrand
- Allan Edwall
- Ewa Fröling
- Erland Josephson
- Lars Karlsson
- Sven Nykvist (chef opérateur du film)
- Ulf Pramfors
- Peter Schildt
- Gunn Wållgren